# Mazapa de Madero
Mazapa de Madero es una localidad del estado mexicano de Chiapas, cabecera del municipio homónimo. 

## Toponimia
El nombre Mazapa de Madero combina la expresión náhuatl másatl y apan que se traduce como "río de venados" con el apellido de Francisco I. Madero, líder de la Revolución mexicana.

## Geografía
La localidad está ubicada en la posición 15°23′14″N 92°11′15″O / 15.38722, -92.18750, a una altitud de 1143 m s. n. m.
Según la clasificación climática de Köppen, el clima corresponde al tipo Aw - Tropical seco.

## Demografía
Cuenta con 1631 habitantes lo que representa un incremento promedio de 0.33% anual en el período 2010-2020 sobre la base de los 1580 habitantes registrados en el censo anterior. Ocupa una superficie de 0.3945 km², lo que determina al año 2020 una densidad de 4134 hab/km².
| Gráfica de evolución demográfica de Mazapa de Madero entre 2000 y 2020 |
|                                                                        |
| Fuente: Instituto Nacional de Estadística Geografía e Informática      |

En el año 2010 estaba clasificada como una localidad de grado medio de vulnerabilidad social.
La población de Mazapa de Madero está mayoritariamente alfabetizada (2.45% de personas analfabetas al año 2020) con un grado de escolarización en torno de los 9 años. El 13.12% de la población es indígena.